# Rue Industrielle 119

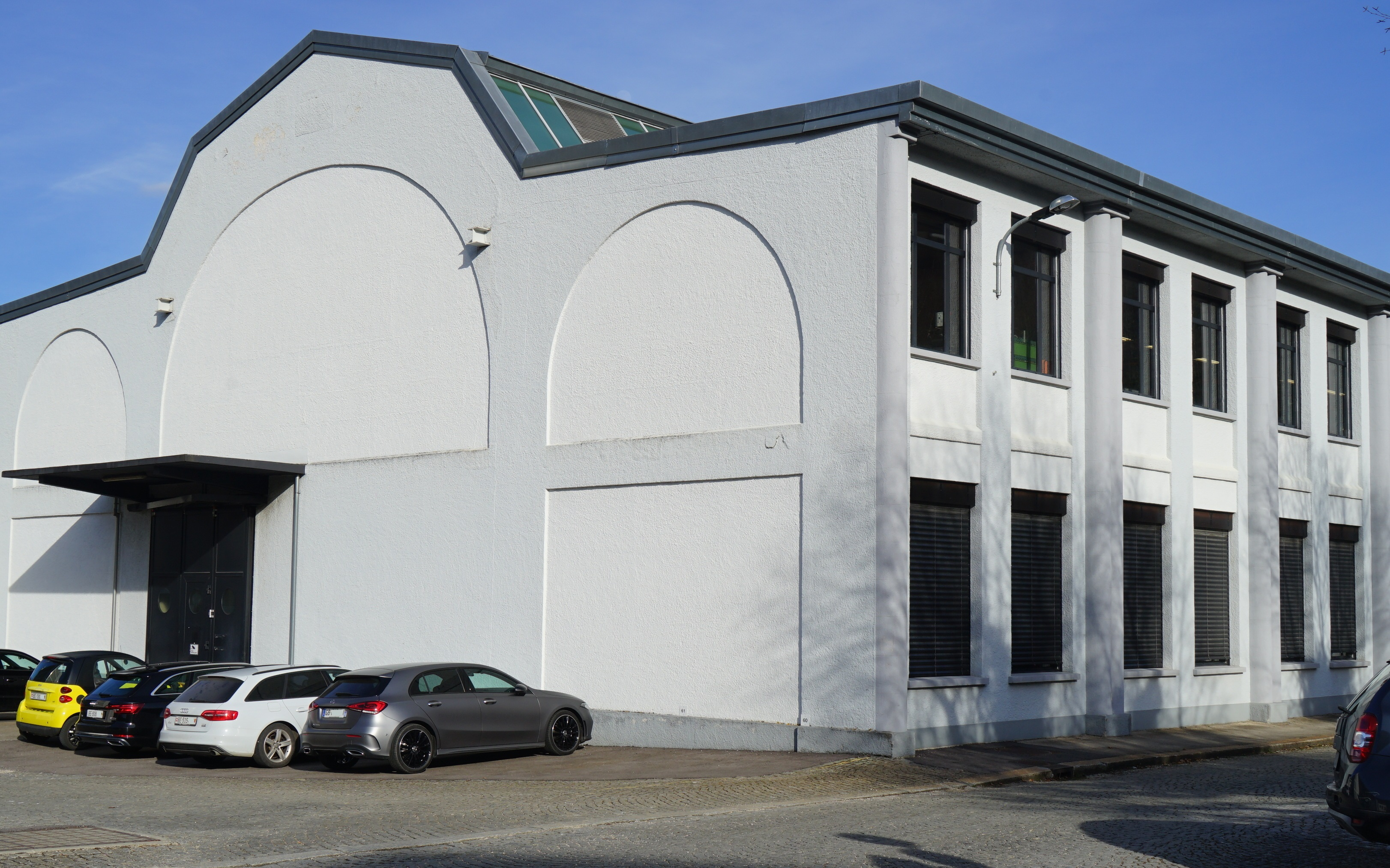
Ansicht von Westen, 2022

Das Gebäude Rue Industrielle 119 (auch «Alte Fabrik» der Tornos AG, französisch Vieille usine Tornos SA) in Moutier im Schweizer Kanton Bern wurde 1917 errichtet. Das Bauwerk steht als Kulturgüter-Objekt von kantonaler Bedeutung unter Denkmalschutz.

## Lage
Die Fabrikhalle steht im Industriegebiet im Südwesten der Stadt. Neben jüngeren Bauten der Werkzeugmaschinenfabrik Tornos im Norden und Westen schliessen sich im Süden das Drehautomatenmuseum (Musée du tour automatique et d’histoire de Moutier) in der «Villa Junker» sowie die ehemalige Fabrik Junker (seit 1905 Tornos) an.

## Geschichte
Das Gebäude wurde 1917 vom Unternehmen als zweite Montagewerkstatt für Drehautomaten errichtet. Planer waren die Berner Architekten Eduard Rybi und Ernst Salchli, ausführendes Unternehmen Oskar und Ernst Kästli in Münchenbuchsee. Ihr Entwurf gilt für die damalige Zeit als «recht innovativ». Die Fabrikhalle ist zum Dach hin offen, ihre tragende Struktur ist Stahlbeton. Licht liefern die zweigeschossige Fensterreihe im Süden sowie Oberlichter. Die «elegante» Südfassade wird alle zwei Achsen durch halbrunde Doppelsäulen rhythmisiert. Die Halle wurde im Westen verkürzt und der Giebel anschliessend verblendet. Die späteren Anbauten und das Verwaltungsgebäude der Tornos AG sind «bedeutende» Beispiele des Neuen Bauens mit Flach- und Sheddächern. Das Umfeld der Halle ist gepflastert.
Der Entwurf bietet eine grosse Flexibilität bei «klarer Volumetrie» in einem «ästhetischen Umfeld». Das Gebäude wurde 2000 rechtskräftig als «schützenswert» in das Bauinventar der Denkmalpflege des Kantons aufgenommen und ist als Kulturgüter-Objekt von kantonaler Bedeutung («Kategorie B», KGS-Nummer 01079) ausgewiesen.

## Belege
1. 1 2  Denkmalpflege des Kantons Bern: Rue Industrielle 119, 2740 Moutier. In: Bauinventar des Kantons Bern. Abgerufen am 15. Februar 2024 (französisch).

Koordinaten: 47° 16′ 15,3″ N, 7° 21′ 48,9″ O; CH1903: 594320 / 235561